# Mughiphantes rotundatus
Mughiphantes rotundatus là một loài nhện trong họ Linyphiidae.
Loài này thuộc chi Mughiphantes. Mughiphantes rotundatus được Andrei V. Tanasevitch miêu tả năm 1987.